# Tarila Okorowanta
Tarila-Unah Okorowanta (ur. 16 marca 1965) – nigeryjski piłkarz grający na pozycji napastnika. W swojej karierze rozegrał 7 meczów i strzelił 1 gola w reprezentacji Nigerii.

## Kariera klubowa
W swojej karierze piłkarskiej Okorowanta grał w klubie Stationery Stores FC.

## Kariera reprezentacyjna
W reprezentacji Nigerii Okorowanta zadebiutował 11 marca 1984 w zremisowanym 0:0 grupowym meczu Pucharu Narodów Afryki 1984 z Algierią. W tym turnieju zagrał również w półfinałowym z Egiptem (2:2, k. 10:9). Z Nigerią wywalczył wicemistrzostwo Afryki. Od 1984 do 1987 wystąpił w kadrze narodowej 7 razy i strzelił 1 gola.